# Arroyo Zaimán
El arroyo Zaimán es un curso de agua ubicado en la provincia de Misiones, Argentina, que desemboca en el río Paraná.
El mismo nace en la Estancia San Francisco, al sur del Departamento Capital. Desde su nacimiento hasta su confluencia con el arroyo Lapacho se lo utiliza como límite natural entre los municipios de Posadas y Garupá.
Desde su unión con el arroyo Estepa, el Zaimán quiebra hacia el norte y su cauce se vuelve muy sinuoso por unos 4 km, cambiando nuevamente en sentido oeste-este, llegando al río Paraná en dirección suroeste-noreste.
En sus últimos kilómetros, antes de desembocar en el Paraná, el arroyo está comprendido por dos sectores: Zaimán Inferior, aguas abajo del puente sobre la Ruta Nacional 12 y Zaimán Superior, aguas arriba del mismo. Estas dos denominaciones fueron asignadas a fines de los años 2000 por el Plan de Terminación de la represa de Yacyretá; consecuentemente la altitud del arroyo aumentó en paralelo con el del río Paraná, a unos 83 m s. n. m., formándose un lago de unas 200 ha. En ambas orillas de dicho lago se han realizado trabajos de protección costera y una pequeña avenida costanera, expropiando y relocalizando más de 300 inmuebles.